# NGC 6075
NGC 6075 is een elliptisch sterrenstelsel in het sterrenbeeld Hercules. Het hemelobject werd op 27 juni 1881 ontdekt door de Franse astronoom Édouard Jean-Marie Stephan.

## Synoniemen
- IC 4594
- MCG 4-38-38
- ZWG 137.55
- VV 380
- PGC 57426